# Referee Stop Contest

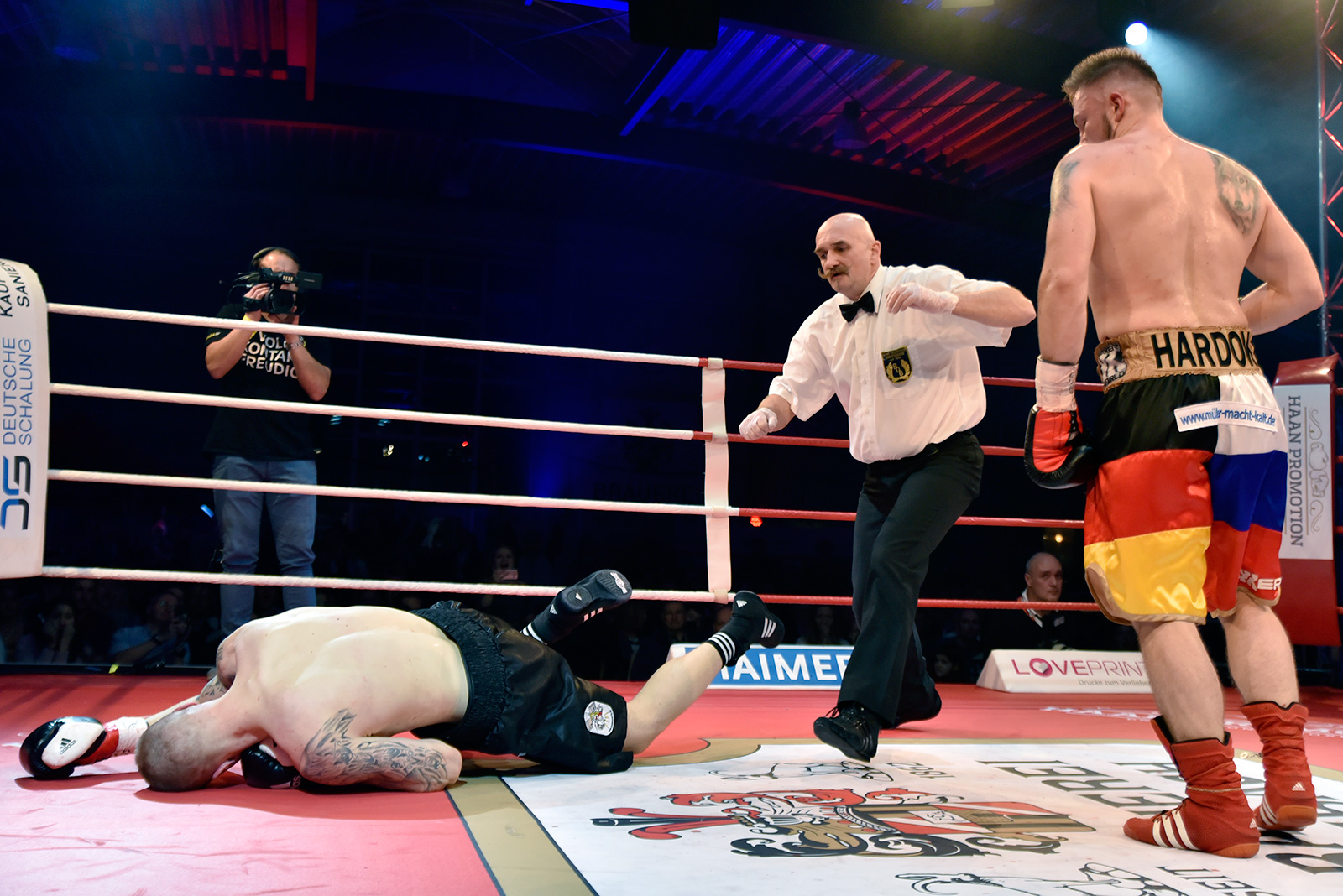
En boxare har blivit nerslagen och domaren bryter matchen

Referee Stop Contest (även R.S.C. eller RSC) är ett uttryck för när domaren bryter matchen innan motståndaren är utslagen (knockout) men av allt att döma inte är förmögen att fortsätta matchen eller är såpass utklassad att en fortsättning av matchen bara utsätter hen för onödig skada då utfallet redan är givet. Det används oftast i länder som talar brittisk engelska.
Om en match blir stoppad av domaren döms matchen i de absolut flesta fall som en TKO-seger, även om det ibland kan stå i utövarens facit att vinsten var en RSC.

## Tillämpning
- I MMA kan och ska matchdomaren bryta om:
  - en av atleterna inte längre "försvarar sig på ett intelligent sätt" (engelska: Intelligently defends him or herself).
- I boxning kan: 
  - tre nedslagningar i samma rond resultera i en RSC.[2]
  - en motståndare som ställer sig upp innan domaren räknat till tio men trots detta inte övertygar densamme om att hen är förmögen att fortsätta resultera i en RSC.[2]
  - en utklassad eller skadad boxare av domaren bedömas som oförmögen att fortsätta och motståndaren tilldelas vinst via RSC.[2]
  - under amatörregler en match stoppas via RSC om den ene boxaren leder med mer än tio poäng.[2]
- I lethwei ger: 
  - tre nedslagningar i samma rond en KO-förlust via RSC.[3]
  - fyra nedslagningar under hela matchen, oavsett vilken rond, en KO-förlust via RSC.[3]
- I taekwondo utdöms RSC när:
  - motståndaren blivit nedslagen och inte kommit upp innan matchdomaren räknat till Yeo-dul (åtta).[4]
  - motståndaren efter en minuts medicinsk omsorg ännu inte är förmögen att fortsätta.[5]
  - motståndaren inte fortsätter matchen trots tre tillsägningar av matchdomaren.[5]
  - matchdomaren bedömer utövarens säkerhet vara i fara.[5]
  - kommissionens läkare bedömer att matchen ska stoppas på grund av skada.[5]